# 真短尾派
蟹派（學名：Eubrachyura）是短尾下目的一個派，包含許多較晚形成的蟹。其下的異孔亞派和胸孔亞派兩個亞派，都是以其生殖孔的位置來命名的。前者雄性的生殖孔位於腿部，雌性位於胸板上，而後者則全部位於胸板之上。作為對比，十足目的生物之生殖孔都位於腿部。異孔亞派的成員多於胸孔亞派。其化石記錄可以追溯到巴通階。

## 參看
- 肢孔派

## 外部連結
- 維基物種上的相關：真短尾派